# Palliduphantes byzantinus
Palliduphantes byzantinus là một loài nhện trong họ Linyphiidae.
Loài này thuộc chi Palliduphantes. Palliduphantes byzantinus được Jean-Louis Fage miêu tả năm 1931.